# داین هگارتی
داین هگارتی (به انگلیسی: Diane Hegarty) (متولد ۱۰ ژوئیه ۱۹۴۲- درگذشته ۲۳ ژوئیه ۲۰۲۲) سال‌ها یار و همراه انتان لاوی بوده و یکی از بنیان‌گذاران کلیسای شیطان نیز بود. هگارتی همچنین به نام داین لاوی (به انگلیسی: Diane LaVey) و دیانا هال (به انگلیسی: Diana Hall) نیز شناخته می‌شد.
داین با انتان لاوی در اداره کلیسای شیطان همکاری می‌کرد و حدوداً نزدیک ۲۵ سال به عنوان موبده اعظم کلیسای شیطان مشغول به کار بود. همچنین او یک خط‌شناس نیز بود. وی در تاریخ ۲۳ ژوئیه ۲۰۲۲ در سن ۸۰ سالگی درگذشت.

## رابطه با لاوی
انتان لاوی پس از آشنایی با هگارتی، همسر اول خود کارول لنسینگ (به انگلیسی: Carole Lansing) را طلاق داد و از سال ۱۹۶۰ تا ۱۹۸۴ به مدت ۲۴ سال با هگارتی در ارتباط بود. آن‌ها از این رابطه، فرزنددار نیز شدند، دختری به نام زینا لاوی که در ۱۹۶۳ یا ۱۹۶۴ متولد شد.
در پایان رابطه، داین هگارتی برای گرفتن نفقه، از انتان شکایت کرد، اما نهایتاً بیرون از دادگاه و طی یکسری توافقاتی با یکدیگر، مسئله را حل و فصل کردند.
داین در بسیاری از آیین‌های شیطانی کلیسا ظاهر شده و تصاویر او ثبت شده‌اند. این تصاویر برای افرادی که تمایل به دیدن مراسم‌های شیطانی داشته باشند، به نوعی منبع به‌شمار می‌روند. هگارتی در کنار وظایفش در کلیسای شیطان، مدل و مانکن نیز بود و همچنین به امور خانه و خانواده نیز می‌پرداخت و حتی به انتان کمک می‌کرد تا یک توله شیر به نام توگار را پرورش دهد.

## همکاری با کلیسای شیطان
هگارتی چهارتا از کتاب‌های لاوی انجیل شیطانی، آیین شیطانی، جادوگر شیطانی و دفتر یادداشت شیطان را تایپ و ویرایش کرد. او در طول مدت حضورش در کلیسای شیطان، بیشتر کارهای اداری، مطبوعاتی و روابط عمومی آن را بر عهده داشت.
دختر آن‌ها زینا در سن تقریباً ۳ سالگی، غسل شیطانی داده شد، در حالی‌که مادرش داین نیز در کنار او حضور داشت. این رویداد، در کانون توجه رسانه‌ها قرار گرفت و سال‌ها بعد نیز زینا در برابر ادعاهای سوءاستفاده شیطانی از کودکان و کودک آزاری، از کلیسای شیطان دفاع کرد. اما بعد از آن، به کلی از کلیسای شیطان و شیطان‌گرایی لاویی بیرون آمد و ارتباطش را با تمام افراد خانواده‌اش نیز قطع نمود.